# Гордана Малетић
Гордана Малетић (Београд, 1952) савременa је српскa књижевница.

## Биографија
Рођена је 22. маја 1952. године у Београду где је завршила Основну школу "Браћа Рибар", данас Краљ Петар Први и матурирала у Jеданаестој београдској гимназији. Дипломирала је на Филолошком факултету у Београду на Групи за југословенску и општу књижевност. Као секретар редакције радила је од 1977-1979. године ИП "Унија-публик", а од тада до 1989. године као преводилац у "Фаграму", фабрици грађевинских машина у Смедереву. Од 1990. године је главни уредник у Књижевно-издавачкој задрузи  "Књиготека" у Београду. У издавачкој кући " Евро-Ђунти" била је уредник од 2006.године, где је приредила велики број књига за децу и одрасле домаћих и страних.
Као писац, највећу пажњу посвећује прози – краткој причи, приповеци и роману за децу и младе. Есејистика, књижевна критика и антологичарски рад спадају у паралелни вид њеног стваралаштва. Објављује и поезију, путописе и разговоре с писцима, биографије, а бави се и драмским стваралаштвом.  Преводи књиге за децу и одрасле.
Аутор је и учесник великог броја радионица и сусрета са децом, од којих су многи хуманитарног карактера.
Критичар је дневног листа „Блиц“. Уређује часопис „Даница за младе“ Вукове задужбине. Гордана Малетић је члан Удружења књижевника Србије. Живи и ради у Београду, а од 2008 је самостални уметник.
Антологија српске басне, коју је приредила, преведена је на италијански језик 2008. Известан број њених прича за децу, као и приређених издања из народне и светске књижевности преведен је на више европских језика.

## Награде
- Награда Организације “Пријатељи деце Београда” за најсмешнију причу, за причу „Избор за најбољу тетку“ [5] 1998.
- Награда Змајевих дечјих игара “Раде Обреновић” за најбољи дечји роман у 2000. за књигу
- „Витезови мачјег срца“
- “Доситејево перо”, награда дечјег жирија за књиге: „На обали реке Бронго“, „Витезови мачјег срца“, „Крађа винчанске фигурице“ и „Тесла – српски геније“, 2000, 2001, 2005, 2006.
- Награда “Сима Цуцић” Банатског културног центра за “Антологију фантстичне прице”, 2010.
- Награда Академије Иво Андрић за допринос књижевности за децу 2013.
- Награда Змајевих дечјих игара за изузетан допринос савременом изразу у књижевности за децу 2015.[4]
- Награда дечјег жирија „Доситејево перо“ за књигу „Легенда о неосвојивом граду“, 2016.
- Награда “Момчило Тешић”за најбоље остварење у области белетристике за децу за роман
- “Легенда о неосвојивом граду”, 2016/17
- Награда града Ниша „Малени цвет“ за најбољу књигу на српском језику за децу у 2017. години за „Катарке Београда“
- Награда „Доситејево перо“ за књигу „Весела пошиљка“, 2018.
- Награде „Невен“ и „Доситејево перо“ за најбољу књигу у 2019. години за роман „Лутања баштенских патуљака“
- Награда „Сунчани сат“ Сремске Митровице за књижевно дело, 2022.
- Признање „Видовдански витез“ Општине Чајетина за свеукупно стваралаштво (2023)
- Награда „Златна булка“ Црвенке за укупан допринос књижевности за децу (2023).
- Награда дечјег жирија „Доситејево перо“ за књигу „Масамба луталица“, 2023.
- Награда за животно дело Банатског културног центра, Ново Милошево, 2023.

Признање White Ravens Award. Међународна омладинска библиотека из Минхена уврстила је 2000. године књигу „Спасоносна одлука“ у 250 најбољих књига у свету објављених за децу у протеклој години и такође, у 2006. години уврштава књигу „Крађа винчанске фигурице“ међу 250 најбољих и препоручује је за читање и превођење.

## Дела
- Сликовнице: „Новогодишња песма“, „Циркус лутак“, „Зоолошки врт", „Чика Пера пиљар“, издања „Еџпорт-пресса“, Београд, 1982. и 1983.
- Једрењак вилењак - поеме за децу, издање аутора, Београд, 1988.
- Морнар у посластичарници поеме за децу, "Хермес", Београд, 1989.
- Плави дан, песме за децу, "Светионик", Београд, 1991.
- Лудорије из праисторије, песме за децу, "Светионик", Београд, 1991.
- Перце дивље патке, путопис, "Књиготека", Београд, 1993. и 1994.,
- Абисинска торта, приче за децу, "Књиготека", Београд, 1994.
- Драган Лукић у Баба-Конином огледалу, разговор с песником, "Књиготека", Београд, 1995.
- Чаробне речи приче за децу, "Књиготека", Београд, 1996. и 2004.,
- Загонетни брод, песме за децу, "Књиготека", Београд, 1996. и 1998.,
- Осунчано поље, разговори с песником Лазом Лазићем, "Књиготека", Београд, 1997.
- Избор за најбољу тетку, прича за децу, "Пријатељи деце Београда", Београд, 1998.
- Тајна Великог медведа, приповедна проза, "Књиготека", Београд, 1998. и 2008.,
- Спасоносна одлука, приповедна проза,"Књиготека", Београд, 1999.
- Весела балада о плацу[6], разговори с песником Драгомиром Ђорђевићем, "Књиготека", Београд, 2000.
- „Витезови мачијег срца“, роман за децу, "Књиготека", Београд, 2000. и 2007.
- „На обали реке Бронго“, омладински роман, Књиготека, 2001.
- „Путовање у седмоврхи град“, омладински роман, "Књиготека", 2003.
- „Птица над реком“, поезија за децу (заједно са Драгицом Шредер и Лазом Лазићем), «Мидим-принт», Београд, 2004, (на српском и немачком језику)
- „Крађа винчанске фигурице“, омладински роман, „Народна књига“, Београд, 2004.
- „Тесла, српски геније“, биографија, „Евро-Гиунти“, Београд, 2006.
- „Детињство као мир“, живот и књижевни рад Воје Марјановића, „Либро цомпанy“, Краљево, 2006.
- „Змајогњена прича“, бајка, „Боок“, Београд, 2010.
- Три мудраца и псећа звезда новела, „Боок“, Београд, 2011.
- „Мој црни пас и ја“, приче, „Букленд“, Београд, 2014.
- Легенда о неосвојивом граду, омладински роман, „Лагуна“, Београд, 2015.
- Катарке Београда, приче, „Лагуна“, Београд, 2017.
- Коњић Грбоњић
- Лутања баштенских патуљака,  роман за децу, „Креативни центар“, Београд, 2019.
- „Плави кфров“, приче за децу, „Градац“, Рашка, 2019.
- „Седам чуда подводног света“, сећања, часопис „Повеља“ 3/2021, Додатак број 44, Краљево, 2021
- „Сликарево око“, уметничлки есеји, „Градац, Рашка, 2022.
- Масамба луталица, роман за децу, „Креативни центар“, 2022.
- „Варке старе шуме“, роман за децу, „Пчелица“, Чачак, 2023.
- На путу сребра,  историјски роман за младе, „Пчелица“, Чачак, 2019.
- Гошћа чаробног краља: биографија Исидоре Секулић, „Пчелица“, Чачак, 2020.
- Весела пошиљка, приче за децу, „Боокланд“, Београд, 2017.

Међу најважније књиге избора познатих српских аутора које је приредила и за које је написала предговоре спадају: “Варнице” и “Ружичњак” Лазе Лазића (2014, 2015), “Шкрти берберин” Александра Поповића (2015), “Пуна кола прича” Данице Бандић (2015), “Зимзелена змија” Александра Вуча, (2018), “Смејуцкање” Васке Јукић Марјановић (2022), “Репати бегунци” Јелене Билбије (2023) и “Најлепше басне Доситеја Обрадовића” (2024).
Поезију и приче објављивала у листовима: „Политика за децу“, „Змај“, „Захратка“, „Извор-књига“, „Невен“, „Бијела пчела“, „Миш-Маш“, „Осмијех“, „Тик-Так“, „Ђачко доба“, „Другарче“, „Једрењак“ и другим.За емисију "Добро јутро, децо", Првог програма Радио Београда, написала шест циклуса по тринаест прича које су емитоване у периоду од 1997-2003.

## Антологије
Антологија српске басне, избор и предговор, “Ошишани Јеж“, Београд, 2005.
- „Птице останице“,Антологија српске уметничке бајке , избор и предговор, „Букланд“, Београд, 2008.
- „Немогуће приче“, антологија фантастичне приче за децу, избор и предговор, „Букланд“, Београд, 2009.
- „Играчи на смешној жици“, антологија хумористичне приче за децу, избор и предговор, „Букланд“, Београд, 2010.
- „Рецитаторска читанка", песме за рецитовање у школи, избор, „Букланд“, Београд, 2011. и 2019.
- „Шумска бајка“, антологија прича о животињама, избор и предговор, „Букланд“, Београд, 2012.
- „Хвалисави мајмун“, антологија басне, друго издање, „Букланд“, Београд, 2014.
- „Смејанка“, избор шаљивих песама и прича, „Букланд“, Београд, 2015.
- „Царство мудрости“, избор мудрих пословица и изрека, „Букланд“, Београд, 2016.
- „Није чобек , Није чигра“, избор загонетки, „Лагуна“, Београд, 2019.
- „Тајанствене потраге“, избор детективских прича за децу, „Букланд“, Београд, 2019.
- „Легенда о добру“, антологија легендарних прича за децу, „Букланд“, Београд, 2021.
- „Како је враг однео шалу“, избор шаљивих прича за децу, „Букланд“, Београд, 2023.

Заступљена је у бројним антологијама српске књижевности за децу.

### Драме
- „Јелица радозналица“, монодрама за децу, изведена на Фестивалу монодраме за децу у Новом Саду 5.12.2000.
- „Обућареве ципеле“, монодрама за децу, изведена на Фестивалу монодраме за децу у Новом Саду 2.12.2010.
- „Тајна великог медведа“, играна представа, Позориште „Пинокио“, Београд, сезона 2017.

### Есеји и критике
Од 1997. године написала је неколико десетина есеја и критика посвећених књижевности и ликовним уметностима за „Књижевне новине“, „Просветни преглед“,  „Политику“ и друге новине и часописе. Есеје објављивала у часописима: “Детињство”, “Повеља”, “Златна греда”, “Буктиња”, “Багдала”, “Монс ауреус”, “Поља”, “Градина”, “Летопис Матице српске” и другим. У периоду од 2008–2015. за додатак „Блиц књига“ написала 85 приказа објављених књига и десет чланака о књижевности.

### Преводи
Гордана Малетић превела је седам романа и књига из популарне филозофије и психологије са енглеског језика. Од 1992– 2002. Објављивала је преводе бајки, прича за децу, као и поезију енглеских и канадских аутора у књижевном часопису за децу “Змај". Преводи прича и песама са италијанског језика објављивани су у електронском часопису „Слова на струју“ Библиотеке у Јагодини, у периоду од 2020-2021.
Њена Антологија српске басне преведена је на италијански језик под насловом Фиабе Славе, “Гиуунти Едиторе”, 2008. Преводи књиге прича „Веселе породице“ и компилације народних остварења „Приче из шуме“ објављени су у Македонији, Словенији, Хрватској, Бугарској, Румунији, Словачкој и другим земљама